# Jurinia pompalis
Jurinia pompalis är en tvåvingeart som först beskrevs av Henry J. Reinhard 1941.  Jurinia pompalis ingår i släktet Jurinia och familjen parasitflugor. Inga underarter finns listade i Catalogue of Life.